# Come Fly with Me (bài hát năm 1958)
"Come Fly with Me" là bài hát nhạc pop năm 1958 do Jimmy Van Heusen soạn nhạc và lời từ Sammy Cahn.

## Các bản thu âm
- Frank Sinatra:
  - Come Fly with Me — (1958)
  - A Man And His Music — (1965)
  - Sinatra at the Sands — (1966)
  - Duets II — (1994) — (with Luis Miguel)
  - Sinatra & Sextet: Live in Paris — (1994)
  - With Red Norvo Quintet: Live in Australia, 1959 — (1997)
  - Nothing But the Best — (2008)
- Pinky and Perky - Summer Holiday EP — (1967)
- Shirley Horn - Close Enough for Love — (1989)
- The Four Freshmen - Voices In Standards — (1996)
- James Darren - This One's from the Heart — (1999)
- Michael Bublé - Michael Bublé — (2003)
- Westlife - Allow Us to Be Frank — (2004)
- Robbie Williams - (non-album song, with music video)
- Kurt Elling - 1619 Broadway: The Brill Building Project — (2012)
- Gian Marco - Versiones — (2013) [1]
- Cherry Poppin' Daddies - Please Return the Evening — (2014)
- Laura Dickinson - One For My Baby - To Frank Sinatra With Love — (2014)
- Trisha Yearwood - Let's Be Frank — (2018)
- Eliane Elias - Love Stories (2019)